# ديف إيلدر
ديف إيلدر (بالإنجليزية: Dave Elder)‏ هو لاعب كرة قاعدة أمريكي، ولد في 23 سبتمبر 1975 في أتلانتا في الولايات المتحدة.

## وصلات خارجية
- ديف إيلدر على موقعبيزبول رفرنس.كوم (الدوري الرئيسي) (الإنجليزية)
- ديف إيلدر على موقعبيزبول رفرنس.كوم (الدوري الثانوي) (الإنجليزية)